# Westdeutsche Allgemeine Zeitung
El Westdeutsche Allgemeine Zeitung (WAZ) és un diari comercial publicat a Essen, Alemanya, propietat de Funke Mediengruppe.
Westdeutsche Allgemeine Zeitung va ser fundat per Erich Brost i publicat per primera vegada el 3 d'abril de 1948. El diari té la readacció a Essen. Durant el tercer trimestre de 1992 Westdeutsche Allgemeine Zeitung va tenir una tirada de 626.000 còpies.